# Cuca (voetballer)
Alexi Stival, beter bekend onder zijn bijnaam Cuca (Curitiba, 7 juni 1963) is een voormalig Braziliaans profvoetballer en huidig voetbaltrainer.

## Biografie

### Spelerscarrière
Cuca begon zijn carrière in 1981 bij zijn jeugdclub Pinheiros. In 1984 vertrok Cuca naar Santa Cruz, een kleinere club uit de staat Rio Grande do Sul. Na de overstap naar Juventude ging hij in 1987 naar het grote Grêmio, waarmee hij twee jaar op rij het staatskampioenschap won. In 1989 scoorde hij het winnende doelpunt voor Grêmio in de eerste editie van de Copa do Brasil. Na een kort intermezzo bij het Spaanse Real Valladolid keerde hij terug naar Grêmio en won er opnieuw de staatstitel. Een jaar later maakte hij de overstap naar aartsrivaal Internacional en won ook hiermee de titel. Datzelfde jaar speelde hij ook zijn eerste interland, tegen Paraguay. Het zou echter bij een interland blijven. Na nog enkele omzwervingen sloot hij zijn spelerscarrière af bij Chapecoense.

### Trainerscarrière
In 1998 begon hij zijn trainerscarrière bij Uberlândia. In 2007 en 2008 won hij met Botafogo de Taça Rio. Door slechte resultaten werd hij een aantal keer ontslagen, waaronder door Santos, Flamengo en Fluminense. In 2013 won Cuca met Atlético Mineiro de CONMEBOL Libertadores, de belangrijkste Zuid-Amerikaanse clubprijs. In 2014 ging hij een buitenlands avontuur aan toen hij trainer werd van het Chinese Shandong Luneng. Van augustus 2020 tot februari 2021 was Cuca opnieuw hoofdtrainer van Santos. In maart 2021 vertrok Cuca naar zijn oude werkgever Atlético Mineiro, waarmee hij datzelfde seizoen de Campeonato Brasileiro Série A wist te winnen.

## Erelijst
Als speler
 Grêmio
- Copa do Brasil: 1989
- Campeonato Gaúcho: 1989, 1990

 Internacional
- Campeonato Gaúcho: 1991

 Chapecoense
- Campeonato Catarinense: 1996

Als trainer
 Botafogo
- Taça Rio: 2007, 2008

 Flamengo
- Taça Rio: 2009
- Campeonato Carioca: 2009

 Cruzeiro
- Campeonato Mineiro: 2011

 Atlético Mineiro
- Campeonato Mineiro: 2012, 2013
- CONMEBOL Libertadores: 2013
- Campeonato Brasileiro Série A: 2021

 Shandong Luneng
- Chinese FA Cup: 2014
- Chinese FA Super Cup: 2015

 Palmeiras
- Campeonato Brasileiro Série A: 2016

Individueel
- Campeonato Brasileiro Série A Trainer van het Jaar: 2016